# Andrea Kane
Pour les articles homonymes, voir Kane.
Andrea Kane est une romancière américaine, auteure de roman policier et de roman d'amour.

## Œuvre

### Romans

#### SérieBarrett Family
1. My Heart's Desire (1991)
2. Samantha (1994)

#### SérieKingsley in Love
1. Echoes in the Mist (1994)
2. Wishes in the Wind (1996)

#### SérieBlack Diamond
1. Legacy of the Diamond (1997)
2. The Black Diamond (1997)

#### SérieThornton-Bromleigh Family
1. The Last Duke (1995)
2. Yuletide Treasure in A Gift of Love (1996)
3. The Theft (1998)

#### SérieColby's Coin
1. The Gold Coin (1999)
2. The Silver Coin (1999)

#### SérieSloane Burbank
1. Twisted (2009)
2. Drawn in Blood (2009)

#### SériePeter "Monty" Montgomery
1. Wrong Place, Wrong Time (2007)
2. Dark Room (2007)

#### SérieForensic Instincts
1. The Girl Who Disappeared Twice (2012) publié en français sous le titre La Petite Fille qui disparut deux fois, Harlequin coll. « Mosaïc » (2012)  (ISBN 978-2-280-27117-2), réédition Harlequin coll. « Best-sellers » (2014)  (ISBN 978-2-280-30879-3)
2. The Line Between Here and Gone (2012) publié en français sous le titre Instincts criminels, Harlequin coll. « Mosaïc » (2013)  (ISBN 978-2-280-29942-8), réédition Harlequin coll. « Best-sellers » (2014)  (ISBN 978-2-280-33168-5)
3. The Stranger You Know (2013)
4. The Silence That Speaks (2015)
5. The Murder That Never Was (2016)
6. A Face to Die For(2017)
7. Dead in a Week (2019)
8. No Stone Unturned (2020)

#### SérieZermatt Group
1. Dead in a Week (2019)

#### Autres romans
- Dream Castle (1992)
- Masque of Betrayal (1993)
- Emerald Garden (1996)
- The Music Box (1998)
- Run For Your Life (2000) publié en français sous le titre Illusion fatale, J'ai lu coll. « Amour et destin : intrigue » no 6869 (2004)  (ISBN 2-290-33608-4)
- No Way Out (2001) publié en français sous le titre Disparitions en série, J'ai lu coll. « Amour et destin : intrigue » no 6987 (2005)  (ISBN 2-290-33625-4)
- Scent of Danger (2003)
- I'll Be Watching You (2006) publié en français sous le titre Harcèlement mortel, J'ai lu no 8707 (2008)  (ISBN 978-2-290-35062-1)
- Wrong place, wrong time (2008)

### Novellas
- Stone Cold (2012)
- Yuletide Treasure (2012)